# ازگی شنلر
ازگی شنلر (انگلیسی: Ezgi Şenler؛ زادهٔ ۲۸ ژانویهٔ ۱۹۹۳) بازیگر، و بازیگر سینما است. وی از سال ۲۰۱۶ میلادی تاکنون مشغول فعالیت بوده‌است.
او در سریال‌هایی همچون تشکیلات به ایفای نقش پرداخته است.